# Hypercompe beckeri
Hypercompe beckeri är en fjärilsart som beskrevs av Watson 1984. Hypercompe beckeri ingår i släktet Hypercompe och familjen björnspinnare. Inga underarter finns listade i Catalogue of Life.